# Depredador de emboscada

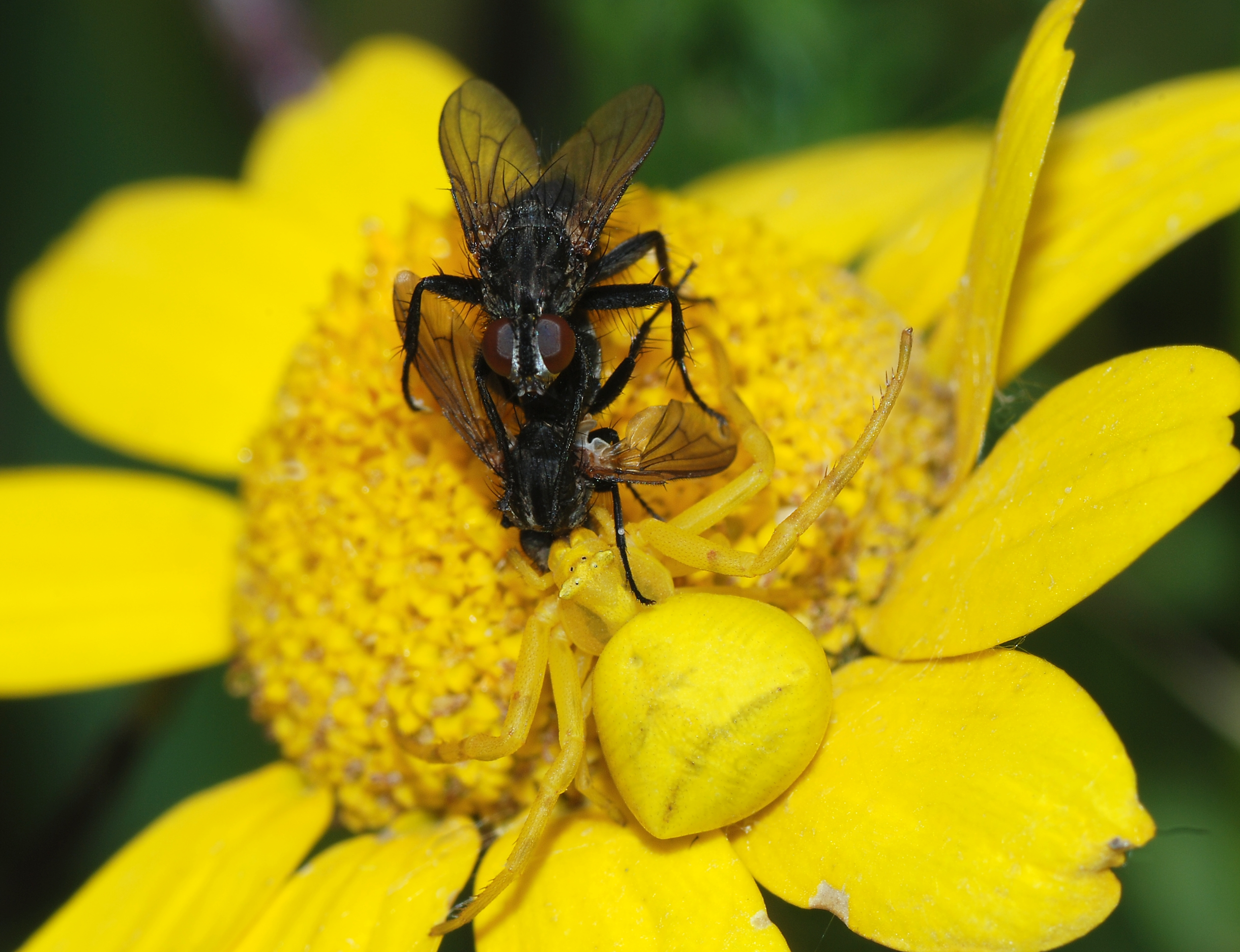
Una hembra camuflada de araña cangrejo de vara dorada (Misumena vatia) tendiendo una emboscada a la hembra de una pareja de moscas apareándose.

Los depredadores de emboscada son animales carnívoros que capturan a sus presas con sigilo, atrayéndolas o mediante estrategias (normalmente instintivas) que utilizan el factor sorpresa. A diferencia de los depredadores de persecución, que persiguen a sus presas a gran velocidad o con resistencia, los depredadores de emboscada evitan la fatiga permaneciendo ocultos, esperando pacientemente a que la presa se acerque, antes de lanzar un ataque repentino y abrumador que incapacita y captura rápidamente a la presa.
La emboscada suele ser oportunista y puede prepararse escondiéndose en una madriguera, camuflándose, imitando de forma agresiva o utilizando una trampa (por ejemplo, una telaraña). A continuación, el depredador utiliza una combinación de sentidos para detectar y evaluar a la presa y calcular el momento del ataque. Los depredadores nocturnos que tienden emboscadas, como los gatos y las serpientes, tienen pupilas con hendiduras verticales que les ayudan a calcular la distancia a la presa en condiciones de poca luz. Los depredadores de emboscada utilizan diversos medios para capturar a sus presas, desde las largas lenguas pegajosas de los camaleones hasta las bocas expansivas de los peces rana.
La depredación por emboscada está ampliamente distribuida en el reino animal, abarcando algunos miembros de numerosos grupos como las estrellas de mar, los cefalópodos, los crustáceos, las arañas, insectos como las mantis, y vertebrados como muchas serpientes y peces.

## Estrategia

En el ciclo de búsqueda de alimento, los depredadores de emboscada eligen variantes de la estrategia de sentarse y esperar en lugar de la persecución activa para capturar a sus presas.

Los depredadores de emboscada suelen permanecer inmóviles (a veces ocultos) y esperan a que la presa se acerque a la distancia de emboscada para abalanzarse sobre ella. Suelen camuflarse y pueden ser solitarios. La depredación por persecución se convierte en una estrategia mejor que la depredación por emboscada cuando el depredador es más rápido que la presa. Los depredadores por emboscada utilizan muchas estrategias intermedias. Por ejemplo, cuando un depredador de persecución es más rápido que su presa en una distancia corta, pero no en una persecución larga, entonces se hace necesario el acecho o la emboscada como parte de la estrategia.

## Poner la presa al alcance

### Ocultamiento
Las emboscadas suelen basarse en la ocultación, ya sea manteniéndose fuera de la vista o mediante el camuflaje.
Madrigueras
|                                                   |
| Araña de trampera Misgolas rapax en su madriguera |

|                                             |
| La araña trampilla Sason robustum y su nido |

Los depredadores de emboscada, como las arañas tramperas y las arañas cangrejo australianas en tierra y los camarones mantis en el mar, confían en la ocultación, construyendo y escondiéndose en madrigueras. Éstas proporcionan una ocultación eficaz al precio de un campo de visión restringido.
Los depredadores de emboscada, como las arañas tramperas y las arañas cangrejo australianas en tierra y los camarones mantis en el mar, confían en la ocultación, construyendo y escondiéndose en madrigueras. Éstas proporcionan una ocultación eficaz al precio de un campo de visión restringido.
Las arañas tramperas excavan una madriguera y sellan la entrada con una tela trampilla abisagrada por un lado con seda. La más conocida es la de tipo «corcho», gruesa y biselada, que se ajusta perfectamente a la abertura de la madriguera. La otra es del tipo «oblea»; se trata de una hoja básica de seda y tierra. La parte superior de la puerta suele camuflarse eficazmente con materiales locales, como guijarros y palos. La araña teje sedales, o hilos trampa, que salen de la entrada de la madriguera. Cuando la araña utiliza la trampa para capturar presas, sus quelíceros (piezas bucales que sobresalen) mantienen cerrada la puerta por el extremo más alejado de la bisagra. La presa hace vibrar la seda y alerta a la araña para que abra la puerta y la embosque.

#### Camuflaje
| |
| El wobbegong con borlas confía en su perturbador camuflaje para tender emboscadas a peces e invertebrados. |

| |
| El pez rana estriado utiliza el camuflaje y el mimetismo agresivo en forma de esca (señuelo ) similar a una caña de pescar en la cabeza para atraer a sus presas. |

Muchos depredadores emboscados utilizan el camuflaje para que sus presas puedan acercarse sin detectar su presencia. Entre los insectos, la coloración de las chinches emboscadas se asemeja mucho a la de las cabezas de las flores donde esperan a sus presas. Entre los peces, el Gillellus uranidea se entierra casi por completo en la arena y espera a sus presas. El pez escorpión diablo suele permanecer parcialmente enterrado en el fondo marino o en una cabeza de coral durante el día, cubriéndose de arena y otros restos para camuflarse aún más.  El tiburón wobbegong con borlas es un tiburón cuyas adaptaciones como depredador emboscado incluyen un cuerpo fuertemente aplanado y camuflado con una franja que rompe su contorno. Entre los anfibios, la coloración marrón de la Pipa pipa se mezcla con las aguas turbias de la selva amazónica, lo que permite a esta especie acechar y emboscar a su presa.

### Mimetismo agresivo
|                                         |
| Imitador declarado: halcón de cola roja |

|                                           |
| Presa y posible modelo: Buitre de Turquía |

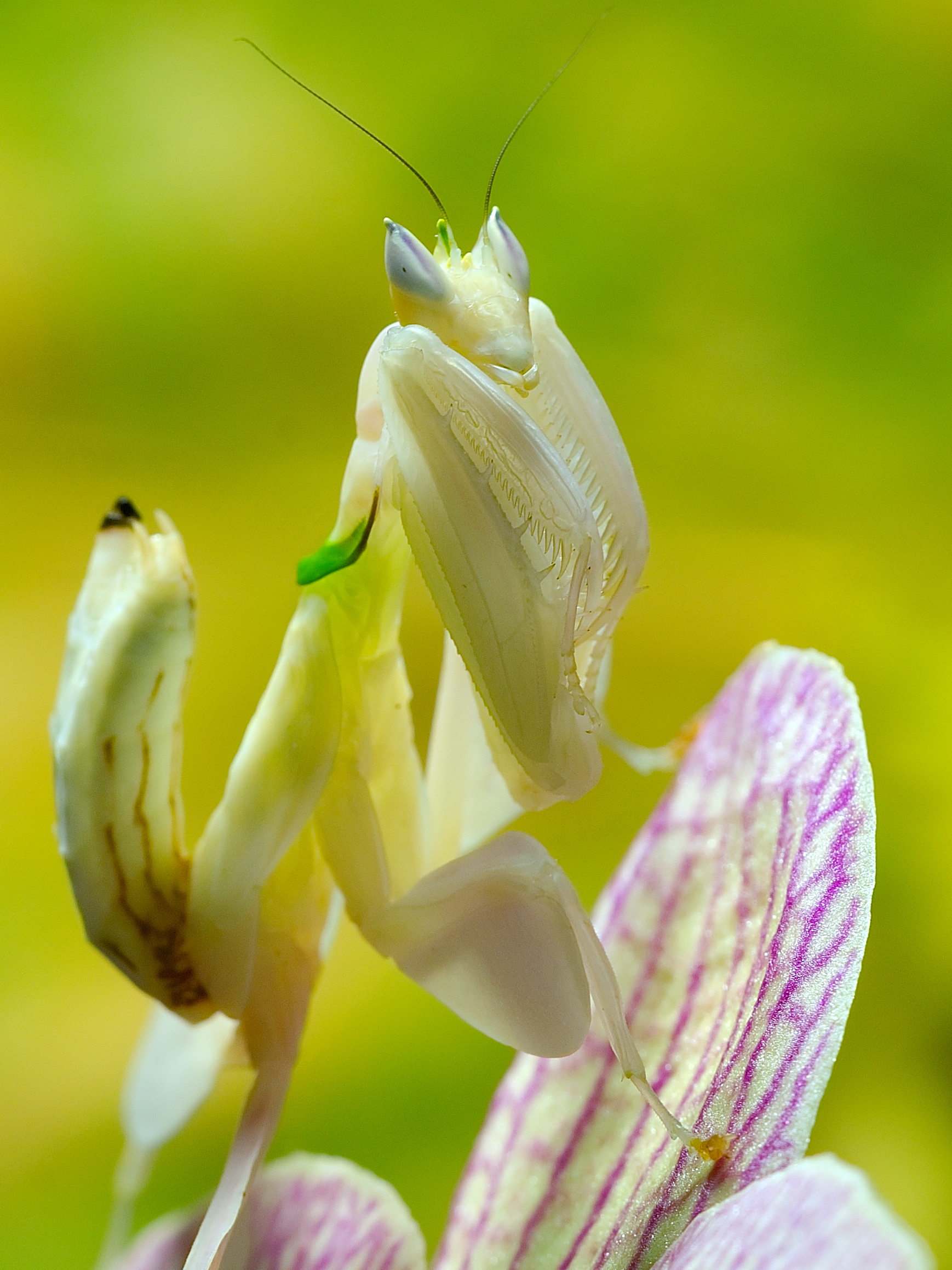
La mantis orquídea, Hymenopus coronatus, imita a una orquídea de la selva tropical del sudeste asiático para atraer a sus presas, los insectos polinizadores.

Muchos depredadores emboscados atraen activamente a sus presas antes de emboscarlas. Esta estrategia se denomina mimetismo agresivo, que utiliza la falsa promesa de alimento para atraer a la presa. La tortuga caimán es un depredador de emboscada bien camuflado. Su lengua tiene una llamativa extensión de color rosa que se asemeja a un gusano y que puede retorcerse; los peces que intentan comerse el «gusano» son devorados por la tortuga. De forma similar, algunos reptiles como las serpientes rata Elaphe emplean el señuelo caudal (señuelo de la cola) para atraer a pequeños vertebrados a su alcance.
El halcón de cola roja, que se asemeja al buitre turco, vuela entre bandadas de buitres turcos, luego rompe repentinamente la formación y embosca a uno de ellos como presa. Sin embargo, existe cierta controversia sobre si se trata de un verdadero caso de mimetismo de lobo con piel de cordero.
Las mantis de las flores son miméticas agresivas, se parecen a las flores de forma suficientemente convincente para atraer a las presas que vienen a recoger polen y néctar. De hecho, la mantis de las orquídeas atrae a sus presas, insectos polinizadores, con más eficacia que las flores. Las arañas cangrejo, por su parte, se colorean como las flores en las que se posan habitualmente, pero también pueden atraer a sus presas incluso lejos de las flores.

### Trampas
|                                              |
| Larva de hormiguero con mandíbulas de agarre |

|                               |
| Trampa de arena de hormiguero |

Algunos depredadores de emboscada construyen trampas para ayudar a capturar a sus presas. Las crisopas son insectos voladores del orden de los neurópteros. En algunas especies, su forma larvaria, conocida como hormiguero, es un depredador de emboscada. Los huevos se depositan en la tierra, a menudo en cuevas o bajo un saliente rocoso. El juvenil crea una pequeña trampa en forma de cráter. El hormiguero se esconde bajo una ligera capa de arena o tierra. Cuando una hormiga, escarabajo u otra presa se desliza en la trampa, el hormiguero agarra la presa con sus poderosas mandíbulas.
Algunas arañas que tejen telarañas, aunque no todas, son depredadoras de emboscada. Las arañas tejedoras de telarañas (Linyphiidae) tienden a permanecer en sus telarañas durante largos periodos de tiempo, por lo que se asemejan a los depredadores de espera, mientras que las arañas tejedoras de orbes (como las Araneidae) tienden a moverse con frecuencia de una parcela a otra (por lo que se asemejan a los buscadores activos).

## Detección y evaluación

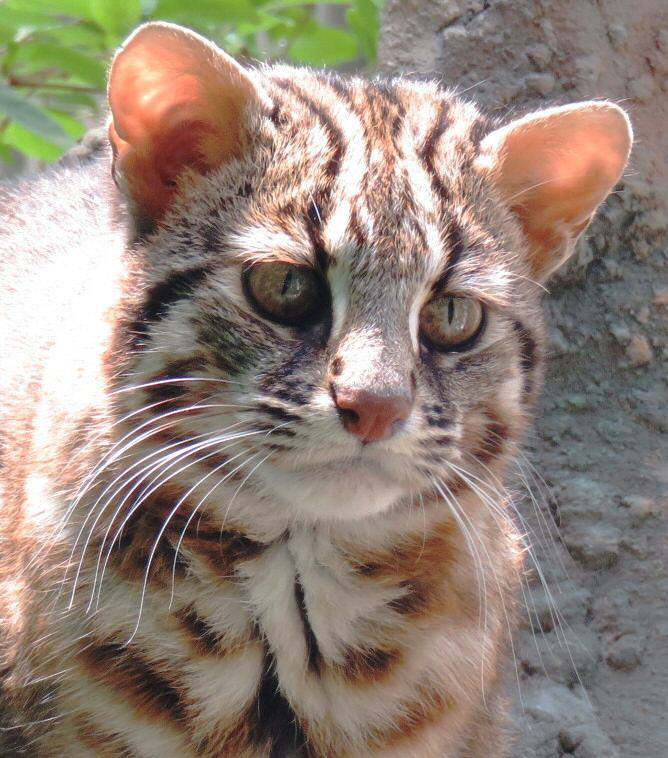
Muchos depredadores nocturnos de emboscada, como este gato leopardo, tienen pupilas verticales, lo que les permite calcular con precisión la distancia a la presa en condiciones de poca luz.

Los depredadores de emboscada deben calcular cuidadosamente el momento del ataque. Tienen que detectar a la presa, evaluar si merece la pena atacarla y atacar cuando está exactamente en el lugar adecuado. Han desarrollado una serie de adaptaciones que facilitan esta evaluación. Por ejemplo, las víboras de fosetas se alimentan de pájaros pequeños, eligiendo objetivos del tamaño adecuado para su boca abierta, mientras que las serpientes más grandes eligen presas más grandes. Prefieren atacar a presas que estén calientes y en movimiento; los órganos de sus fosas, entre el ojo y la fosa nasal, contienen receptores infrarrojos (de calor), que les permiten encontrar y tal vez juzgar el tamaño de sus presas pequeñas de sangre caliente.
El pez trípode de aguas profundas Bathypterois grallator utiliza señales táctiles y mecanosensoriales para identificar el alimento en su entorno de poca luz. El pez mira hacia la corriente, esperando a que la presa pase a la deriva.
Varias especies de Felidae (felinos) y serpientes tienen pupilas alargadas verticalmente (hendiduras), lo que resulta ventajoso para los depredadores nocturnos de emboscada, ya que les ayuda a calcular la distancia a la presa en condiciones de poca luz; en cambio, los depredadores diurnos y de persecución tienen pupilas redondas.

## Captura de la presa
|                                                                                               |
| El camarón mantis captura a su presa rápidamente con sus patas delanteras en forma de mantis. |

|                                                                                    |
| El pez rana atrapa a su presa abriendo bruscamente las mandíbulas y succionándola. |

Los depredadores de emboscada suelen tener adaptaciones para apoderarse de sus presas de forma rápida y segura. El movimiento de captura tiene que ser rápido para atrapar a la presa, dado que el ataque no es modificable una vez lanzado. Los camarones mantis cebra capturan presas ágiles como peces principalmente de noche mientras están escondidos en madrigueras, golpeando muy fuerte y rápido, con una velocidad pico media de 2,30 m/s (5,1 mph) y una duración media de 24,98 ms.

La lengua de un camaleón golpea balísticamente la comida

Los camaleones (familia Chamaeleonidae) están muy adaptados como depredadores de emboscada. Pueden cambiar de color para adaptarse a su entorno y a menudo trepan por los árboles con un movimiento de balanceo, probablemente para imitar el movimiento de las hojas y ramas de las que están rodeados. Todos los camaleones son principalmente insectívoros y se alimentan proyectando balísticamente sus lenguas, a menudo dos veces la longitud de sus cuerpos, para capturar presas.  La lengua se proyecta en tan sólo 0,07 segundos, y se lanza con una aceleración de más de 41 g. La potencia con la que se lanza la lengua, más de 3000 W-kg-1, es superior a la que puede producir el músculo, lo que indica que la energía se almacena en un tejido elástico para su liberación repentina.
Todos los peces se enfrentan a un problema básico cuando intentan tragar una presa: al abrir la boca pueden introducir el alimento, pero al cerrarla vuelven a expulsarlo. Los peces rana capturan a sus presas abriendo bruscamente las mandíbulas, con un mecanismo que amplía el volumen de la cavidad bucal hasta 12 veces y arrastra a la presa (crustáceos, moluscos y otros peces enteros) hacia la boca junto con el agua; las mandíbulas se cierran sin reducir el volumen de la cavidad bucal. El ataque puede ser tan rápido como 6 milisegundos.

## Ámbito taxonómico
La predación por emboscada está muy extendida en el reino animal. Se encuentra en muchos vertebrados, incluidos peces como los peces rana (rape) del fondo marino y los lucios de agua dulce; reptiles como cocodrilos, tortugas mordedoras, el dragón mulga,  y muchas serpientes como la mamba negra; mamíferos como los gatos; y aves como la anhinga (dardo).  La estrategia se encuentra en varios filos de invertebrados, incluyendo artrópodos como las mantis, arañas de tela de bolsa, y algunos crustáceos; moluscos cefalópodos como el calamar colosal; y estrellas de mar como Leptasterias tenera.